# Lebensordnung
Lebensordnungen oder Kirchliche Lebensordnungen sind Regelungen der evangelischen Kirchen, in denen zumindest die Kasualien (von lat. Casus = Ereignis, Einzelfall; auch Amtshandlungen genannt) geregelt sind, also hauptsächlich Taufe, Konfirmation, Trauung, Bestattung. Daneben können auch weitere Bereiche des gemeindlichen Lebens umfasst sein. Lebensordnungen werden zumeist von den Synoden der jeweiligen Landeskirchen beschlossen.
Entsprechende, umfangreiche Regelungen in der katholischen Kirche finden sich im Codex Iuris Canonici, dort insbesondere Buch 4 („Heiligungsdienst der Kirche“) und dessen Teil 1 („Sakramente“), Can. 840 ff., sowie Teil 2 („Sonstige gottesdienstliche Handlungen“), Can. 1166 ff.

## Rechtsqualität
Wegen der Nähe zu Verkündigung und Seelsorge ist die Bindungswirkung und
damit die Rechtsqualität fraglich und unterschiedlich ausgestaltet: die einzelnen Landeskirchen haben teils die Form verbindlicher kirchlicher Gesetze, allgemeine Sollensvorschriften oder bloße Empfehlungen gewählt.
Deutlich wird das beispielsweise an der Badischen Landeskirche, die für
Streitigkeiten aus den Lebensordnungen die Entscheidung des gewählten
Ältestenkreises vorsieht. Gegen die Entscheidung des gleichfalls gewählten Bezirkskirchenrates im Beschwerdeverfahren ist der kirchliche Verwaltungsgerichtsweg nicht eröffnet (§ 15 lit. c KVwGG): es handelt sich weniger um eine Rechts- als eine Glaubensfrage, die von den gewählten Vertretern der Gemeinde, nicht von Richtern zu entscheiden ist.

## Regelungsbereiche

### Taufe
Die Regelungen über die Taufe (Taufordnungen der Gliedkirchen) erklären sich im Wesentlichen durch die zwei Pfeiler des Missionsbefehls: Taufe und Lehre. Taufen darf jeder Christ („Nottaufe“), üblicherweise aber taufen Geistliche im Gottesdienst. Bei der Säuglingstaufe muss die Lehre nachgeholt werden, woraus das Taufversprechen der Eltern zur christlichen Erziehung und das Patenamt sowie schließlich die Konfirmation als Taufbestätigung folgt. Der Taufe des Religionsmündigen geht dagegen ein Taufunterricht voraus.
Fehlende Taufunterweisung führt ebenso wie die mangelnde christliche Erziehung – etwa bei Uneinigkeit der Sorgeberechtigten oder fehlender Kirchenmitgliedschaft der Eltern – zum Taufaufschub, die fehlende Ernsthaftigkeit des Taufwunsches bei Erwachsenen dagegen zur Ablehnung der Taufe. 
Wenn die Eltern keinerlei Interesse an einer christlichen Erziehung ihres Kindes haben, sehen die meisten Gliedkirchen der EKD einen Aufschub der Taufe vor.

### Konfirmation
Die bei Säuglingstaufen fehlende Unterweisung und eigene Zustimmung des Täuflings führt zu Konfirmandenunterricht und eigenem Bekenntnis bei der Konfirmation (lat. confirmare = bestätigen, bekräftigen). Anders als die Taufe und die katholische Firmung ist die Konfirmation kein Sakrament. Die traditionelle zweite Bedeutung der Konfirmation als Abendmahlszulassung schwindet inzwischen durch die immer weiter verbreitete Zulassung aller Getauften zum Abendmahl.
Wiederum sind die Regelungen in den einzelnen Landeskirchen sehr unterschiedlich. Erforderlich ist jedenfalls die Taufe, das Alter liegt meist bei ca. 14 Jahren. Auch Erwachsenenkonfirmationen sind möglich. Rechtsfolge der Konfirmation können sein die Abendmahlszulassung (s. o.) oder doch die Teilnahme in eigener Verantwortung, Zulassung zum Patenamt, Mitwirkungsrechte in der Gemeindeversammlung und Wahlrecht zur Kirchengemeindeleitung.

### Trauung
Das Eheverständnis der reformatorischen Kirchen unterscheidet sich von dem
römisch-katholischen erheblich. Während in der katholischen Kirche die
Eheschließung selbst vor dem Priester und in gottesdienstlicher Form stattfindet,
sind evangelische Trauungen nur Gottesdienste anlässlich einer (bereits erfolgten, etwa standesamtlichen) Eheschließung. Zu den Einzelheiten vergleiche den Artikel Eherecht.

### Bestattung
Eine kirchliche Bestattung setzt in der Regel voraus, dass der Verstorbene der evangelischen Kirche angehörte. Andernfalls würde eine bewusste Entscheidung des Verstorbenen nachträglich missachtet. Ausnahmen in besonderen Situationen sind aber meist möglich.

## Beurkundung
Die Vornahme von Amtshandlungen im Rahmen der Lebensordnungen wird meist beurkundet. So wird etwa die Taufe in die Kirchenbücher der Kirchengemeinde eingetragen. Häufig werden auch entsprechende Bescheinigungen über die Amtshandlungen ausgestellt.